# Крылов, Владимир Петрович
Влади́мир Петро́вич Крыло́в (27 января 1922 — 12 мая 2019) — российский учёный, доктор филологических наук, литературовед, педагог.
Директор Института повышения квалификации работников образования Республики Карелия (1958—1960), заведующий кафедрой литературы Карельской государственной педагогической академии (1977—1990). В 1992 г. он организовал аспирантуру при кафедре литературы КГПИ. Член редакционной коллегии журнала «Север» и Союза театральных деятелей Карелии. В 1990-е являлся председателем Совета по театральной критике. Участник Великой Отечественной войны. Заслуженный деятель науки Карельской АССР (1982). Заслуженный работник высшей школы РФ (1998). Награждён медалью ордена «За заслуги перед Отечеством» II степени.
Основными направлениями научных исследований В. П. Крылова являются традиции и национальная специфика русского философского романа; творчество Л. М. Леонова в контексте русской философской прозы; жанровые искания и стилевое своеобразие новейшей русской прозы; современный литературный процесс (тенденции развития, жанрово-стилевые формы современной прозы); системное изучение послеоктябрьской внутрироссийской литературы и литературы русского зарубежья; методика преподавания литературы в школе и вузе. Докторская диссертация В. П. Крылова — первое системно-монографическое исследование поэтики философского романа Л. М. Леонова.

## Биография
Родился в г. Пудож в большой крестьянской семье. В 1937 г. окончил Пудожскую семилетнюю школу, в 1940 ― Петрозаводское школьное педагогическое училище (ныне Петрозаводский педагогический колледж № 1). В 1940―41 начал работать учителем начальных классов и преподавателем рисования в Каршевской 7-летней школе Пудожского р-на.
В 1941—1945 гг. — участник Великой Отечественной войны. В 1941 году, отказавшись от учительской «брони», он ушёл добровольцем на фронт, участвовал в обороне и освобождении Ленинграда. Победу встретил в Прибалтике.
Свои воспоминания о войне он впоследствии обобщил в сборнике очерков-размышлений «Годы далекие, годы ушедшие» (2007), сопроводив их собственными рисунками из фронтового блокнота. После демобилизации, в 1945―47 гг., учился в Карело-Финском государственном учительском институте (впоследствии — Карельский государственный педагогический институт), в 1950 ― в аспирантуре Ленинградского государственного педагогического института им. А. И. Герцена, на историко-филологическом факультете. Одновременно был завучем и преподавал литературу в Пудожском школьном педагогическом училище. В 1951 г. переведён на работу в Школьное управление Министерства просвещения Карело-Финской ССР для восстановления системы школьного образования в послевоенной Карелии.
В 1958―60 гг. В. П. Крылов работал в Карельском институте усовершенствования учителей (ныне Институт повышения квалификации работников образования РК), где последовательно выполнял обязанности методиста, завуча, директора. В 1961 г. перешёл на преподавательскую и научно-исследовательскую работу в Карельском государственном педагогическом институте, на кафедру литературы, где работал старшим преподавателем, доцентом, профессором (1982), старшим научным сотрудником, заведующим кафедрой литературы (1977―90). В 2009 году вышел на заслуженный отдых в звании Почётного профессора Карельской государственной педагогической академии.
Скончался 12 мая 2019 года.

### Семья
Жена — Крылова Раиса Ивановна (урожд. Шугурова), преподаватель истории, к.и.н. Дочери: Крылова Наталья Владимировна — к.ф.н., литературовед, преподаватель, переводчик; Крылова Надежда Владимировна — к.ф.н., лингвист, преподаватель ПетрГУ. 

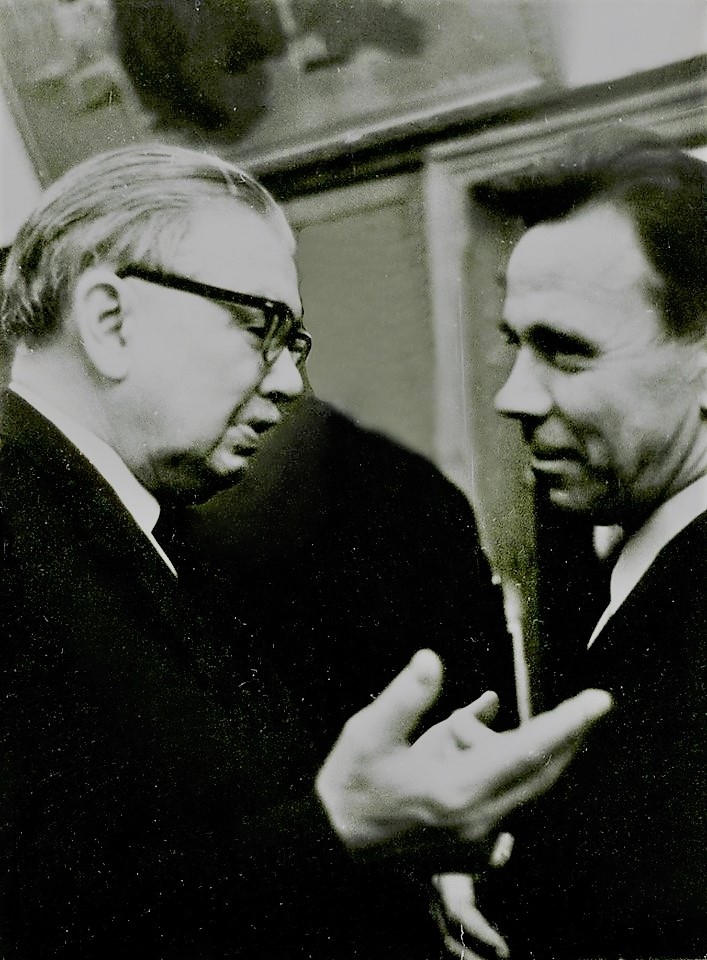
Владимир Крылов беседует с Леонидом Леоновым (1970)

## Научно-методическая и исследовательская деятельность
В. П. Крылов — автор ряда монографий о творчестве Леонида Леонова и множества статей по проблемам развития русской литературы советского периода; автор нескольких учебных пособий для студентов и школьников; инициатор, составитель, автор и ответственный редактор нескольких межвузовских сборников научных трудов; автор коллективных трудов (Творчество Леонида Леонова: Исследования и сообщения. Встречи с Леоновым. Библиография. Л., 1969; Вопросы историзма и художественного мастерства. Петрозаводск, 1976; Мировое значение творчества Леонова. М., 1981; Проблемы психологического анализа в литературе. Л., 1983; Проблемы изучения творчества Л. Леонова в вузе. Л., 1986; Студент и литература. Самостоятельность и творчество. Петрозаводск, 1990) и др. В учебном пособии «Проблемы углубленного изучения литературы в 11 гуманитарном классе средней школы» подводятся итоги развития русской литературы в послереволюционный период и освещаются наиболее острые темы и вопросы в теоретическом и историко-литературном отношении, злободневные в практике школьного и вузовского изучения литературы. Проблемы развития литературы советской рассматриваются в единстве с литературой русского зарубежья. В связи с этим предпринимается опыт системного анализа русской исторической прозы и русской романистики 20-х — 30-х годов о гражданской войне.

## Избранные методические и литературоведческие труды
- Программа для 5-х — 7-х классов нерусских школ К-Ф АССР. Литературное чтение на русском языке. Петрозаводск, 1953.
- Сочинение на аттестат зрелости. (В соавторстве с Н. А. Мещерским и В. В. Лузгиным). Петрозаводск, 1955.
- Особенности типизации характеров в прозе Л. Леонова: Спецкурс лекций. Л., 1975;
- Философская проза Л. Леонова. Вопросы поэтики: Автореферат диссертации … д.ф.н. Л., 1978.
- Особенности типизации характеров в прозе Л. Леонова. Л., 1975;
- Проблемы психологического анализа в советской литературе. Л., 1976;
- Проблемы поэтики Л. Леонова (композиция философского романа). / Учебное пособие. Л., 1981;
- Проблемы поэтики Л. Леонова (психологический анализ) / Учебное пособие. Л., 1983;
- Леонид Леонов — художник / Очерки. Петрозаводск, 1984;
- Проблемы углубленного изучения литературы в 11 гуманитарном классе средней школы. / Учебное пособие. Петрозаводск, 1998;
- «…На очень высокую гору идёте…» (К столетию со дня рождения Л. Леонова) // Север. 1999. № 5. С. 115—124.
- Минувший век и текущий день в зеркале антиутопий // Север. 2003. № 9-10. С. 196—211.
- «Годы далекие, годы ушедшие» : Очерки-воспоминания о войне. Петрозаводск: КГПА, 2007.